# KVK Zaventem
KVK Zaventem was een Belgische voetbalclub uit Zaventem. De club was aangesloten bij de KBVB met stamnummer 424. De club speelde in haar bestaan een seizoen in de nationale reeksen.

## Geschiedenis
In 1924 sloot de club zich als Saventhem Football Club aan bij de Belgische Voetbalbond. Bij de invoering van de stamnummers in 1926 kreeg men stamnummer 424 toegekend. De club ging er in de regionale reeksen spelen.
Na de Tweede Wereldoorlog, in 1946, bereikte Saventhem FC voor het eerst de nationale bevorderingsreeksen, in die tijd het derde niveau. Het eerste seizoenen eindigde Saventhem 14de in zijn reeks en liet daarmee nog vier ploegen achter zich. Na de oorlog had de Belgische Voetbalbond echter de degradaties uit de oorlogsjaren ongedaan gemaakt, waardoor er heel wat extra clubs in de nationale reeksen actief waren. Na dit seizoen 1946/47 werden de te grote reeksen weer ingekrompen en zo moest Saventhem toch degraderen na slechts een seizoen.
De club zakte naar de provinciale reeksen en zou nooit meer kunnen terugkeren op het nationale niveau. In 1951 werd de club koninklijk en de naam werd Koninklijke Saventhem Football Club. In 1972 werd de spelling van de clubnaam gemoderniseerd en gewijzigd in Koninklijke Voetbalclub Zaventem.
In 2003 ging KVK Zaventem uiteindelijk samen met KV Wosjot Woluwe. Wosjot Woluwe was bij de Belgische Voetbalbond aangesloten met stamnummer 3197 en had tien jaar eerder al een fusie ondergaan. Zaventem speelde op dat moment in Tweede Provinciale, terwijl Wosjot net uit de nationale reeksen was gedegradeerd naar Eerste Provinciale. De fusieclub werd KV Woluwe Zaventem genoemd en speelde verder met stamnummer 3197 van het hoogst spelende Wosjot. Stamnummer 424 van het oude Zaventem werd definitief geschrapt.